# ایولو
ایولو (به انگلیسی: Ewloe) یک شهرک در بریتانیا است که در فلینتشر واقع شده‌است. ایولو ۵٬۴۲۰ نفر جمعیت دارد.